# Hugh Blair
Hugh Blair, född 7 april 1718, död 27 december 1800, var en skotsk präst och estetiker.
Blair var föregångare till romantiken. I sina betydelsefulla Lectures on rhetoric and belles lettres (1783) vände han sig mot klassicismens estetiska åskådning och verkade för en fördjupad uppfattning av poesiens väsen. Blair var livligt intresserad av keltisk poesi och hävdade i en ryktbar avhandling (1763) äktheten hos Ossians sånger. 
Tillsammans med till exempel David Hume, Adam Smith och George Campbell räknas Blair till den Skotska Upplysningen vilken var en grupp intellektuella som förde in ett objektivt sunt förnuft, ett mått av reson och ett frisinnat föreställningssätt i 1700-talets filosofi och litteratur som i norr präglades av en bister kalvinism.